# Ostrów Mausz
Ostrów Mausz (kaszb. Maùszewsczi Òstrów) – osada w Polsce położona w województwie pomorskim, w powiecie kartuskim, w gminie Sulęczyno. 
Osada o charakterze letniskowym na Pojezierzu Kaszubskim, 7 km od Sulęczyna, malowniczo położona na  półwyspie jeziora Mausz. Miejscowość jest częścią sołectwa Sulęczyno.
W latach 1975–1998 miejscowość administracyjnie należała do województwa gdańskiego.